# كلية الطب البشري (طرابلس)
كلية الطب البشرى- جامعة طرابلس ثانى أقدم كلية الطب البشرى في ليييا بعد كلية الطب البشرى بجامعة بنغازي، و قد تم تأسيسها في سنة 1973م  بمدينة طرابلس و في سنة 1980م تم تخريج أول دفعة منها.
أول من شغل منصب العمادة بها هو الدكتور الراحل عبد الرزاق الزواوي، أما العميد الحالى هو الدكتور عبد العزيز الرابطى خلفا لدكتورة فاتن بن رجب أول سيدة تشغل عمادة الكلية مند تأسيسها.

## الرؤية
تطمح كلية الطب البشرى بجامعة طرابلس في أن تكون رائدة متميزة في التعليم الطبي الحديث، معتمدة على أساليب علمية متطورة في برامج الدراسات العليا والبحث العلمي والتعليم الطبي المستمر، وأن تكون من بين أوائل الكليات الطبية القادرة علي تخريج أطباء ذوي قدرات تنافسية عالية، تمكنهم من تقديم خدمات ورعاية صحية متميزة.

## الرسالة
بناء نظام تعليمي معتمد على برامج تعليمية ذات جودة عالية محفز للإبداع ويؤدي إلى تخريج أطباء قادرين على المنافسة قادرين على تطبيق كافة الأخلاقيات المهنية ورعاية القيم الاجتماعية بهدف تحسين الوضع الصحي للمجتمع، وتتعهد بدعم البحث العلمي فيما يخدم تطوير الخدمات الطبية

## الأهداف
- تخريج أطباء متميزين قادرين على تقديم الرعاية الصحية في المستشفيات وخارجها في كافة ربوع المجتمع مع الاهتمام الكبير بالرعاية الصحية الأولية.
- ربط التعليم في كليات الطب بالاحتياجات الصحية الأساسية بحيث يكون الطبيب قادراً على تحديد ومواجهة المشاكل الصحية للمجتمع.
- بناء شراكة مع المؤسسات البحثية والتعليمية على المستوى المحلي والإقليمي والعالمي لتطوير العملية التعليمية والبحثية  الطبية وحل مشاكل المجتمع الصحية.
- تحسين الفاعلية التعليمية وذلك عن طريق مراجعة وتطوير برامج التعليم الطبي لتتناسب مع رؤية ورسالة الكلية.
- تنمية قدرات أعضاء هيئة التدريس لمواكبة التطور المستمر في التعليم الطبي.
- تطوير الموارد التعليمية والاستخدام الأمثل لها.
- تبني استراتيجيات التعليم الطبي المستمر الطويل الأمد واستراتيجيات التقييم المستمر للأطباء.
- توفير وتطوير برامج الدراسات العليا لتأهيل الكوادر ذات الكفاءة المتميزة.
- إنشاء نظام صحي متكامل بالتعاون مع وزارة الصحة ومنظمة الصحة العالمية والعمل على تنمية القوى البشرية.

## الدراسة بالكلية
تنقسم الدراسة في الكلية إلى ثلاثة مراحل،
المرحلة ماقبل السريرية
المرحلة السريرية
مرحلة الامتياز
وتعتمد الكلية حاليا نظام الفصول الدراسية وتقسم المراحل السابقة إلى :
سبعة فصول دراسية  وخمسة فترات سريرية وسنة الامتياز

## أقسام الكلية
تتوزع الدراسة بالكلية على عدة أقسام وفقًا لهذه المراحل:

### أقسام المرحلة ماقبل السريرية/العلوم الأساسية

#### قسمالتشريحوالأجنة
يُدرِّس قسم التشريح تشريح الجسم البشري وتفاصيله باستخدام المحاضرات النظرية والعملية

#### قسم وظائف الأعضاء
يُدرِّس قسم وظائف الأعضاء وظائف الجسم البشري باستخدام المحاضرات النظرية والعملية

#### قسم الكيمياء الحيوية
يُدرِّس قسم الكيمياء الحيوية الكيمياء الحيوية باستخدام المحاضرات النظرية والعملية

#### قسمالأنسجةوالوراثة
يُدرِّس قسم الأنسجة التركيب النسيجي للجسم البشري باستخدام المحاضرات النظرية والعملية

#### قسم علم الأمراض
يُدرِّس قسم الأمراض أسس الأمراض التي تطرأ على الجسم البشري باستخدام المحاضرات النظرية والعملية

#### قسم علم الطفيليات
يُدرِّس قسم علم الطفيليات الأنواع المختلفة للعدوى الطفيلية المسببة للأمراض باستخدام المحاضرات النظرية والعملية

#### قسم علم الأحياء الدقيقة والمناعة
يُدرِّس قسم علم الأحياء الدقيقة الأنواع المختلفة للعدوى البكتيرية والفيروسية والفطرية المسببة للأمراض باستخدام المحاضرات النظرية والعملية

#### قسمعلم الأدوية
يُدرِّس قسم علم الأدوية أساسيات الأدوية وإستخدامها باستخدام المحاضرات النظرية والعملية
- - يَدرُس الطلبة خلال هذه المرحلة أيضًا المهارات السريرية وتقنية المعلومات الطبية

### أقسام المرحلة السريرية

#### قسم الطب الشرعي والسموم
يُدرِّس القسم أساسيات الطب الشرعي والسموم من خلال المحاضرات النظرية والعملية وزيارة المشرحة

#### قسم طب الأسرة والمجتمع
يُدرِّس القسم أساسيات طب الأسرة والمجتمع من خلال المحاضرات النظرية والعملية والزيارات الميدانية لمصرف الدم ومركز الأمراض السارية والمستوطنة ومركز التطعيمات والمدرسة

#### قسم العيون
يُدرِّس القسم أساسيات طب العيون من خلال المحاضرات النظرية وقسم المهارات السريرية والتعليم السريري في المستشفيات التعليمية التالية : (مستشفى العيون زاوية الدهماني، مستشفى طرابلس الطبي)

#### قسم النساء والتوليد
يُدرِّس القسم أساسيات طب النساء والتوليد باستخدام المحاضرات النظرية وقسم المهارات السريرية  والتعليم السريري في المستشفيات التعليمية التالية : (مستشفي الجلاء، مستشفي طرابلس الطبي، مستشفى الاستقلال «الخضراء»)

#### قسم الأطفال
يُدرِّس قسم الأطفال أساسيات طب الأطفال من خلال المحاضرات النظرية وقسم المهارات السريرية والتعليم السريري في المستشفيات التعليمية التالية : (مستشفى الجلاء، مستشفى طرابلس الطبي )

#### قسم أمراض الباطنة
يُدرِّس قسم الباطنة أساسيات الطب من خلال المحاضرات النظرية والتعليم السريري في المستشفيات التالية :( مستشفى طرابلس الطبي، مستشفى الاستقلال «الخضراء»، مستشفى أبوستة، مستشفى طرابلس المركزي)

#### قسم الجراحة
يُدرِّس قسم الجراحة أساسيات الجراحة من خلال المحاضرات النظرية وقسم المهارات السريرية والتعليم السريري في المستشفيات التالية : (مستشفى الاستقلال «الخضراء» ، مستشفى طرابلس المركزي، مستشفى الحوادث أبوسليم)

### مرحلة الامتياز
يتدرب الطالب في المستشفيات التعليمية لمدة اثني عشر شهرًا في أقسام طب الباطنة (ثلاثة أشهر) و الجراحة (ثلاثة أشهر) و طب الأطفال (شهرين) و طب النساء والتوليد (شهرين) وقسم آخر من اختياره (ستة أشهر وشهرين)
بعد إنهاء هذه المراحل الثلاثة يحصل الطالب على إفادة تخرجه بدرجة علمية : بكالوريوس الطب والجراحة MBCHB

## أهم معالم الكلية

### قسم المهارات السريرية
جرى افتتاح قسم المهارات السريرية بالكلية في شهر فبرايرسنة 2016 وتم تخريج أول دفعة من القسم من المرحلة ماقبل السريرية في شهر يوليو لسنة 2017  ، بالإضافة إلى المهارات السريرية الأساسية، يستخدم القسم في تدريس المهارات السريرية خلال دراسة طب النساء والتوليد، وطب الباطنية، والجراحة، والأطفال.

### مكتبة كلية الطب البشري
مكتبة الكلية هي إحدى أكبر المكتبات بالجامعة، للمكتبة دور أرضي خدمي، وثلاثة أدوار للدراسة، وثلاثة أقسام مهمة هي قسم المبيعات وقسم المراجع وقسم الإعارة . يشغل قسم المبيعات جزءا من الدور الأرضي ويحوي كتبًا تتعلق بتخصص الطب البشري وبالعديد من التخصصات الأخرى (طب الأسنان، الصيدلة، الجيولوجيا والجيوفيزياء، الكيمياء، الرياضة والاقتصاد، هي بعض الأمثلة )، بينما يشغل قسم الإعارة جزءًا من الطابق الأول بالمكتبة، ويحتوي على 37230 كتاب تحت 7446 عنوان، القسم الأخير وهو قسم المراجع أو قسم الأبحاث وهو أحدث هذه الأقسام حيث تم افتتاحه منذ ثلاث سنوات فقط ويحوي عددا كبيرا من المراجع والقواميس والكتب الإلكترونية، وترصد فيه كل الكتب تسلسليا بأسماءها وأسماء مؤلفيها وتواريخ دخولها. كما يوجد قاعة شبكة المعلومات ( الإنترنت ) وتحتوي علي (115) جهاز حاسب آلي

### قسم النشاط
يوفر قسم النشاط مساحة لطلبة الكلية للتنافس وممارسة هواياتهم، من النشاطات المتواجدة بداخل القسم بشطريه للبنات والبنين / الشطرنج، وكرة الطاولة، والبلياردو، والفنون التشكيلية .

## الوصلات الخارجية
[1]كلية الطب البشري ( الموقع الرسمي )